# Io per lei/'O cammello 'nnammurato
Io per lei/'O cammello 'nnammurato è un singolo di Pino Daniele.

## Descrizione
Io per lei è una canzone scritta e cantata da Pino Daniele nel 1995, tratta dall'album Non calpestare i fiori nel deserto. Dopo l'esperienza live del 1994 in trio con Eros Ramazzotti e Jovanotti, il cantautore napoletano torna sulle scene l'anno dopo con questa canzone, partecipando al Festivalbar.
Verrà inserita negli album Yes I Know My Way (1998), Ricomincio da 30 (2008) e Boogie Boogie Man (2010) in una nuova versione.

## Formazione
- Pino Daniele - voce, chitarra
- Jimmy Earl - basso
- Manù Katchè - batteria
- Rita Marcotulli - tastiere

## Classifiche
| Classifica (2015) | Posizione massima |
| ----------------- | ----------------- |
| Italia            | 40                |